# Contea di McHenry (Illinois)
La contea di McHenry (in inglese McHenry County) è una contea dello Stato dell'Illinois, negli Stati Uniti. La popolazione al censimento del 2000 era di 260 077 abitanti. Il capoluogo di contea è Woodstock.